# Museo di Melilla
Il Museo di Melilla è un museo situato nella città di Melilla, una città autonoma spagnola situata nel Nord Africa. Il museo si trova nell'edificio storico degli "Almacenes de las Peñuelas" nel Primo Recinto Fortificato di Melilla La Vieja. Il museo raccoglie e presenta una vasta collezione di pezzi archeologici, storici ed etnografici, che raccontano la storia della città e della sua evoluzione nel corso dei secoli.

## Storia
Il museo ha origini all'inizio del XX secolo, quando Rafael Fernández de Castro cominciò a raccogliere materiali provenienti dagli scavi del Cerro de San Lorenzo. Questi oggetti venivano conservati inizialmente nella Casa Salama, ma il museo non fu ufficialmente aperto al pubblico e non venne catalogato in quel periodo. Successivamente, il museo si trasferì nel seminterrato del tempio musicale del Parco Hernández, e nel corso degli anni '50 fu spostato al Baluarte de la Concepción Alta.
Nel 1987, il museo si trasferì alla Torre de la Vela e infine nel 2011 trovò la sua sede attuale negli Almacenes de las Peñuelas. Una sezione dedicata al popolo gitano è stata aggiunta nel 2018.